# Flughafen Innsbruck

i7
i11
i13

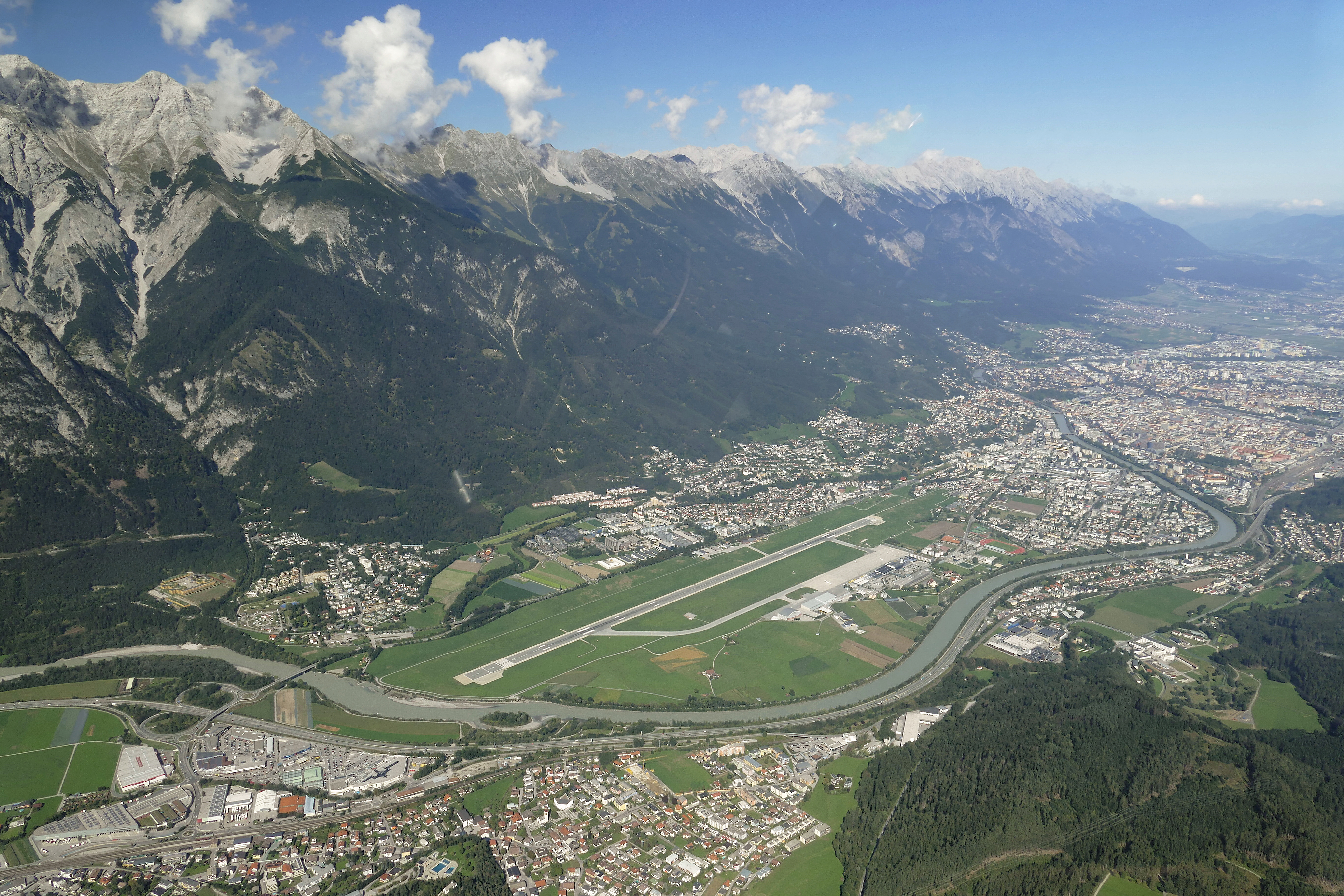
Luftaufnahme des Flughafens Innsbruck

Der Flughafen Innsbruck (IATA-Code: INN, ICAO-Code: LOWI) liegt etwa 3,5 Kilometer von der Stadtmitte entfernt im Stadtteil Höttinger Au im Westen von Innsbruck. Gemessen an den Passagierzahlen ist er der drittgrößte Flughafen Österreichs nach Wien und Salzburg.

## Geschichte

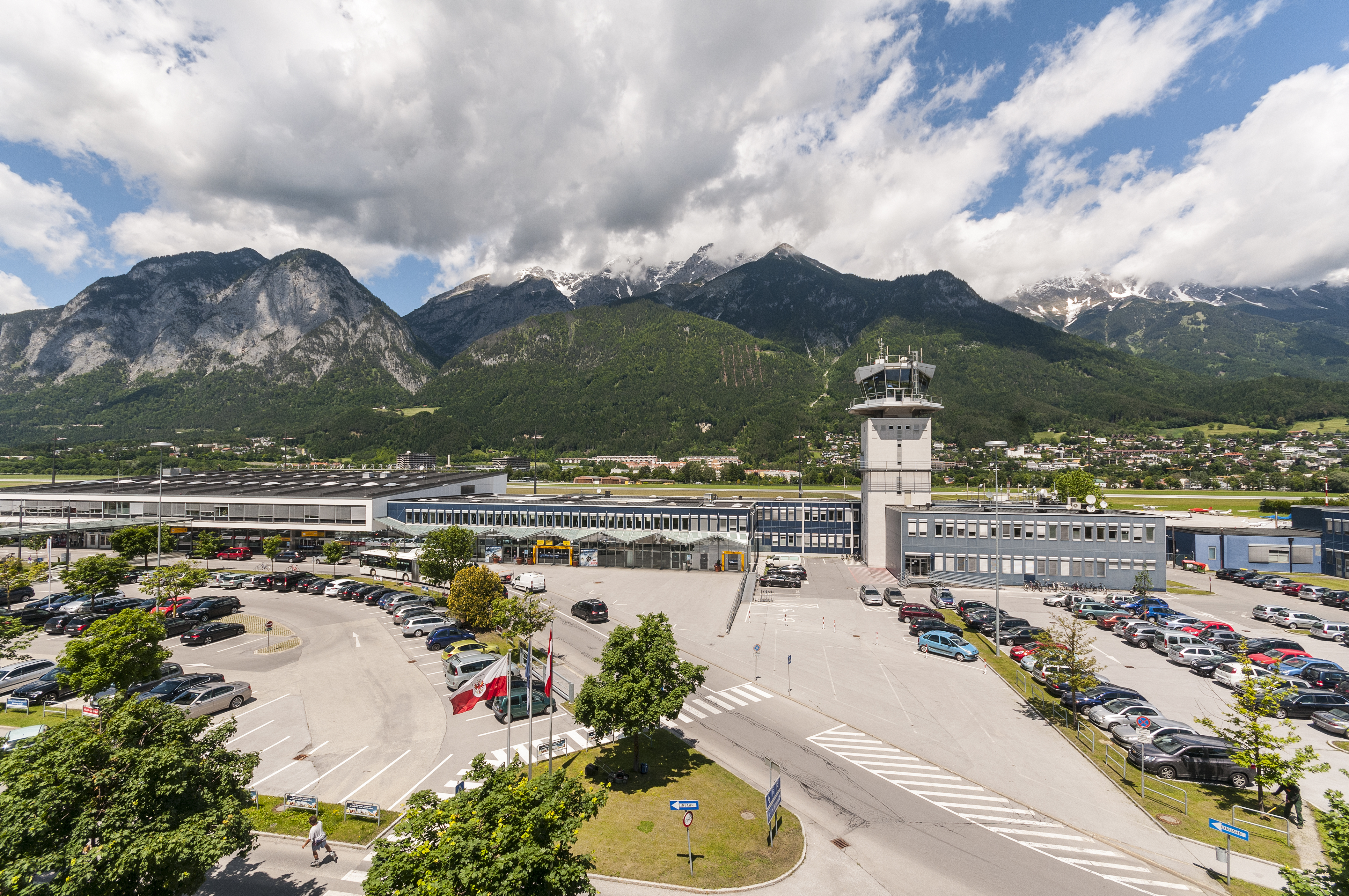
Terminalgebäude

### Reichenau
Die Tiroler Landesregierung beschloss 1920 die Errichtung einer Luftverkehrsstation in Innsbruck. Am 1. Juni 1925 wurde dann der erste Flughafen im Osten der Stadt, in der Reichenau feierlich eröffnet und die Strecke München–Innsbruck–München durch die Süddeutsche Aero Lloyd in Betrieb genommen:

„In feierlicher Weise wurde gestern 10 Uhr vormittags der Flughafen Innsbruck-Reichenau eröffet. Stechende Sonnenhitze glühte über dem Flugplatz, dem auch die mehr und mehr auftauchenden Wolken wenig kühlenden Schatten brachten. Rings um das weite Flugfeld hatten sich zahlreiche Schaulustige versammelt, denen die Wache schwer genug das Vordrängen wehren konnte. Der Eingang zum Flughafen war durch Girlanden und Flaggenmasten geschmückt und auch die Hangars trugen Tannenzier. Außer den Spitzen der Behörden hatte sich eine 80 Mann starke Ehrenkompagnie des Alpenjäger-Regiments Nr. 12 eingefunden, ferner eine stattliche Vertretung des aktiven Offizierskorps und der Gendarmerie, zahlreiche Offiziere der alten Armee mit Generaloberst Graf Dankl an der Spitze, der fast vollzählige Gemeinderat und eine Vertretung des Krieger-Landesbundes. Um 10 Uhr las Propst Dr. J. Weingartner vor dem südlich der beiden Hangars aufgestellten Feldaltar eine hl. Messe, während der die Alpenjägerkompagnie exakte Dechargen abgab und die Alpenjägermusikkapelle spielte. Kaum war das Evangelium vorbei, kam ein Flugzeug der Franco-Roumaine von Wien über den Flugplatz und landete in schneidigen Kurven auf der angezeichneten Stelle. 5 Minuten vor halb 11 Uhr traf von München über die Reitherspitze kommend, ein deutsches Flugzeug ein, dem als Vertreter der bayerischen Regierung Oberregierungsrat Dr. Hellmann, als Vertreter der Stadt München 1. Bürgermeister Scharnagl und Magistratsrat Dr. Konrad sowie als Vertreter des Süddeutschen Aero-Lloyd Major Gailer entstiegen.“

Es folgten weitere Linienverbindungen, wie die Einführung der Strecke Wien–Salzburg–Innsbruck durch die ÖLAG (Österreichische Luftverkehrs AG).

### Kranebitten

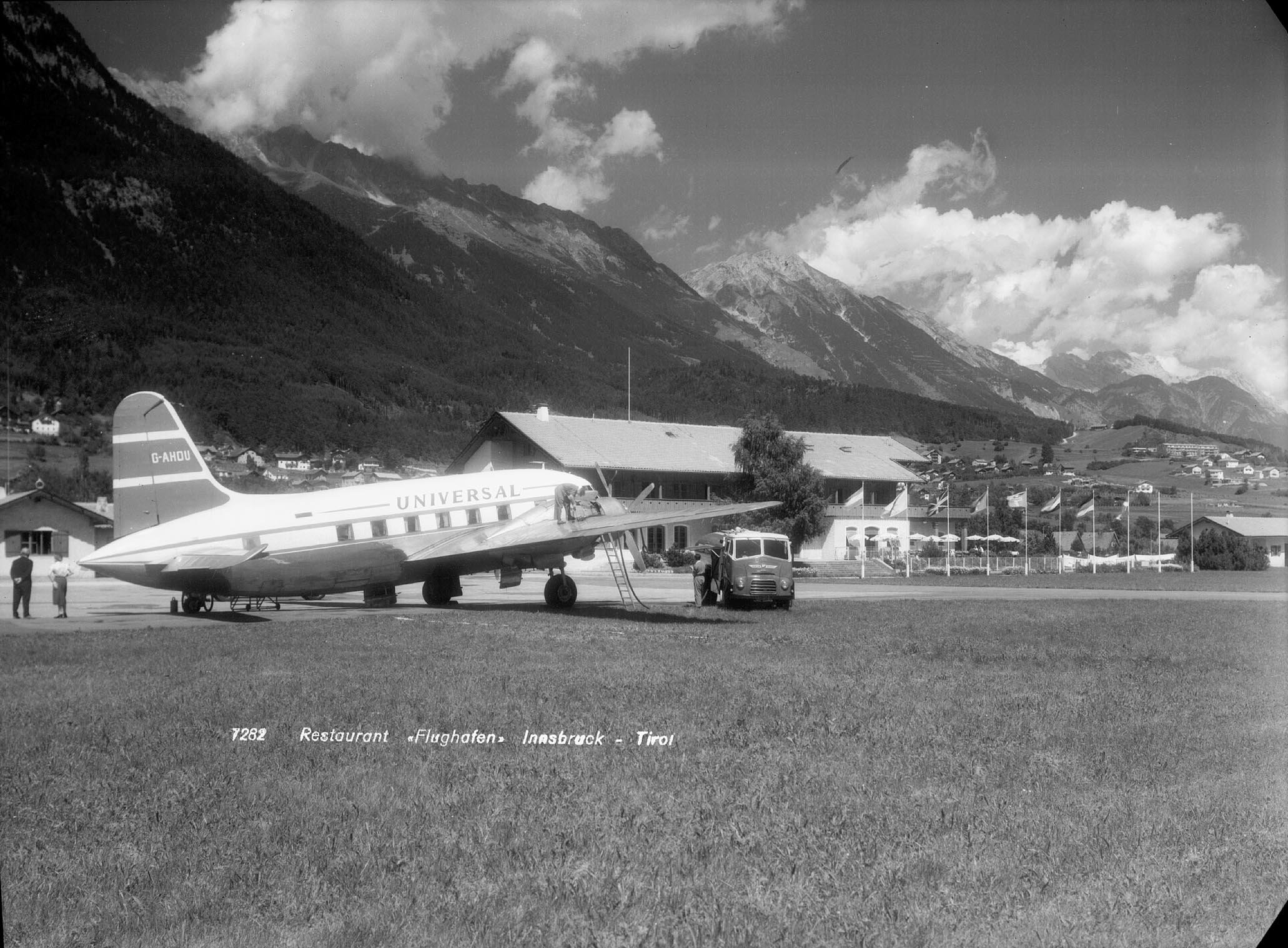
Restaurant „Flughafen“, Vickers Viking beim Betanken (1957/1961)

Die Grundsteinlegung für den späteren Flughafen in der Höttinger Au bei Kranebitten im Westen der Stadt wurde 1946 durch die französische Besatzungsmacht gelegt und zwei Jahre später, am 15. Jänner 1948 wurde der neue Flughafen am jetzigen Standort in der Ulfiswiese eröffnet. Am 8. Oktober 1954 erfolgte die Gründung der Tiroler Flughafenbetriebsgesellschaft m.b.H. mit den Geschäftsführern Hermann Egger und Moritz Brenner. Eine erste große Bewährungsprobe waren die Olympischen Winterspiele 1964 sowie 1976, die in Innsbruck stattfanden.
Ende der 1970er Jahre flogen sowohl in der Sommer- als auch in der Wintersaison Charterflugketten den Innsbrucker Flughafen an und leiteten die Wende im Innsbrucker Fluggeschehen ein. Dieser Aufschwung wurde 1980 mit der Aufnahme der Kurse Innsbruck–Wien und Innsbruck–Zürich der neu gegründeten Tyrolean Airways bestärkt.
Die Baulichkeiten wurden seither immer wieder erweitert und umgestaltet, so 1990 mit dem Neubau des Tower, 1994 mit einem neuen Luftfrachtterminal, 1996 mit der umgestalteten Ankunfts- und 2000 mit der Abflugshalle. Weiters wurde im März 2003 das Flughafenrestaurant Fly Inn eröffnet und ein Jahr später die Erweiterung der Check-In-Halle und die Umbauarbeiten für die Allgemeine Luftfahrt erfolgreich abgeschlossen. 2005 wurden das ÖAMTC-Flugrettungszentrum West in Betrieb genommen und die Sanierungsarbeiten am östlichen Vorfeld begonnen.
Bis Ende 2017 sollte der Flughafen um eine Panorama-Glasfassade, eine zweite Etage für die Verwaltung sowie im Check-in-Bereich erweitert werden. Die geplanten Maßnahmen wurden jedoch nur teilweise umgesetzt. Vielmehr wurde im Jahre 2018 beschlossen, einen Terminal-Neubau sowie ein Flughafenhotel zu planen.
2021 erfolgte eine Generalsanierung der befestigten Flächen zu geplanten Kosten von 16,8 Mio. Euro.
Anfang 2023 wurde bekanntgegeben, dass der 2020 aufgrund der Corona-Pandemie ausgesetzte Plan zum Neubau des alten Terminals aus den 1960er-Jahren wieder aufgenommen werden soll. Man rechne mit einer Investition von ca. 100 Mio. Euro.

### Zweite Innverlegung
Die internationale Zivilluftfahrtorganisation ICAO forderte seit 1999 eine Pistenvorfeldfläche hinter dem Pistenende und dem Sicherheitsstreifen im Westen. Dieses Feld reichte in den Inn bzw. Inndamm hinein. Damit der internationale Standard erfüllt werden konnte, wurde mittels Bescheid vom 2. Februar 2005 die Vergrößerung des Pistenvorfeldes im Westen des Flughafens vorgeschrieben. Dies bedingte die Verlegung des Inn um circa 80 m nach Westen. Ende Dezember 2007 wurde die Bietergemeinschaft Strabag AG / Fröschl AG mit einem Auftragswert von 8,3 Mio. Euro mit der Durchführung der erforderlichen Bauleistungen für das „Sicherheitsprojekt Innverlegung“ beauftragt, somit konnte am 14. Jänner 2008 mit den Bauarbeiten begonnen werden. Die Verlegung des Inn-Flussbetts (Inn-Verlegung Light) bei gleichzeitiger Verkürzung der Landebahn um 60 m wurde im Februar 2009 abgeschlossen. Um auch vorher diese Sicherheitsanforderungen zu erfüllen, wurde von 2002 bis 2009 für Starts nach Westen und Landungen nach Osten die Landebahn auf 1.940 m verkürzt.

### Tag der offenen Tür
Aus Anlass des 80. Geburtstags des Innsbrucker Flughafen fand ein „Tag der offenen Tür“ statt. Seitdem wird jedes Jahr am 26. Oktober ein solcher veranstaltet; das Familienfest stellte sich als wahrer Besuchermagnet heraus – 2009 konnte sich der Flughafen über 30.000 Besucher freuen. Im Jahr 2010 wurde die Abflughalle im Bereich der Gates vergrößert, da es in den Stoßzeiten im Winter immer wieder zu Engpässen kam, weshalb am 26. Oktober 2010 kein Flughafenfest stattfand.

## Bahnsystem und Navigationsanlagen
Der Flughafen Innsbruck besitzt sowohl auf konventionelle (Funknavigation) als auch auf Flächennavigation (RNAV) basierende An- und Abflugverfahren für Instrumentenflugbetrieb. Im konventionellen Bereich ist dies der Localizer DME East sowie der Localizer DME West Approach. Ersterer ist ein aus Localizer OEV und Gleitweg bestehendes, dem ILS ähnliches Anflugverfahren, das einen praktisch geradeaus erfolgenden Anflug von Osten aus der Richtung des Funkfeuers Rattenberg (NDB RTT) über das Kellerjoch auf die Landebahn 26 ermöglicht. Auf Grund der Geographie ist dieser Anflug um 4 Grad versetzt, so dass ca. 1,5 NM vor der Landung über der Stadt Innsbruck eine leichte Kurve auf den Endanflug der Piste zu fliegen ist, was Erdsicht erfordert. Die Anflugminima sind abhängig von den Leistungsdaten der Luftfahrzeuge und bewegen sich zwischen 700 und 1800 Fuß über Grund.
Bei Landungen aus dem Osten auf Piste 08 wird das Anflugverfahren in 3500 Fuß verlassen und eine Sichtplatzrunde südlich des Platzes geflogen, der in einen 3 NM-Endanflug auf Piste 08 führt.
Der Localizer West Approach ist ein Anflugverfahren aus westlicher Richtung beginnend im Bereich des ehemaligen Funkfeuers Kühtai (NDB KTI). Dieser führt mittels Localizer OEJ südlich versetzt ca. 1 NM am Flughafen vorbei und endet im Bereich des Locators RUM 6 NM östlich des Platzes in 3100 Fuß über Grund. An diesem Punkt ist der Anflug unter Sicht mit einer Rechtskurve und eingeschränktem Radius zum Flugplatz fortzusetzen oder entlang des Localizers als Fehlanflug Richtung Osten fortzusetzen. Dieser Anflug besitzt mit 4,7 Grad bzw. 500 ft/NM Sinkgradient einen steileren Sinkwinkel als üblich.
Der Localizer OEJ ist auch die Basis der konventionellen Abflugverfahren. Diese führen bei Start von Piste 08 über Locator RUM und OEJ nach Osten Richtung Funkfeuer Rattenberg (NDB RTT). Bei Start von Piste 26 ist im Sichtflug ca. 2,5 NM westlich des Flugplatzes eine Linkskurve auf den Localizer OEJ zu fliegen und diesem entsprechend den Abflugverfahren aus Piste 08 zu folgen.
Sowohl für Piste 26 als auch für Piste 08 (mit Ausrichtung 259 bzw. 79 Grad) müssen die Instrumenten-Anflugverfahren der Geographie des Inntales Rechnung tragen. Der Geradeausanflug aus dem Osten auf die Piste 26 beginnend über Rattenberg besitzt mit 500 Fuß über Grund das aktuell niedrigste Anflugminima. Von Westen im Punkt ELMEM (am Spitzkopf bei Elmen/Außerfern) beginnend führen beide Anflüge (RNP Y und RNP Z) dem Tal folgend in den Endanflug auf Piste 08.
Die Instrumenten-Abflugverfahren in Flächennavigation beruhen teilweise auf den Navigationspunkten der Anflugverfahren. Das Abflugverfahren nach Westen erlaubt gegenüber den früheren Abflugverfahren mit konventioneller Navigation, bei denen die erste Kurve Richtung Osten nach Sicht geflogen werden musste, auch Abflüge bei schlechter Sicht und tiefliegender Bewölkung. Das Abflugverfahren RTT2X beinhaltet eine Rechtskurve ca. 10 NM westlich des Flugplatzes und führt zurück in Richtung NDB RTT. Das Abflugverfahren MOGTI1X/H erschließt über den westlichen Punkt MOGTI die Flugfortführung in nördlicher und westlicher Richtung entsprechend den bestehenden Flugstraßen.
Die Kombination des Anflugs via Localizer OEV mit einem flächennavigationsgestützten Fehlanflugverfahren erlaubt wegen des geringeren Hindernisfreiraumprofils des Localizer-Anflugs und des geringeren Mindeststeiggradienten des flächennavigationsgestüzten Fehlanflugverfahrens mit 360 Fuß über Grund ein noch niedrigeres Anflugminimum.
Da die Länge der Landebahn nur 2000 m beträgt, ist für Starts von Mittel- und Großraumflugzeuge eine genaue Berechnung des maximalen Abfluggewichtes erforderlich. Diese berücksichtigt den aktuellen Pistenzustand (Bremswert), die herrschenden Wetterbedingungen (Windrichtung, Sicht, Wolkengrenze, Temperatur), das geplante Abflugverfahren mit den dort geforderten Mindeststeigwerten u. a. Dadurch kann sich eine Reduktion der Reichweite und/oder Zuladung ergeben, um den geforderten ICAO-Verfahren für möglichen Startabbruch, Triebwerksausfall nach dem Start usw. entsprechen zu können.
Als Ergänzung zu den beiden Localizern existiert in beiden Richtungen ein optisches Anflug-Unterstützungssystem des Typs PAPI (engl. precision approach path indicator). Die beiden NDBs (ungerichtete Funkfeuer) INNSBRUCK (in 5,5 km Entfernung) und RUM sowie ein DME (Entfernungsmessgerät) ergänzen die Navigationsausstattung des Flughafens.
Schließlich verfügt die Flugsicherungsstelle Innsbruck über eine spezielle Radarüberwachung. Die Austro Control hat ein Ortungssystem entwickelt und Ende 2007 in Betrieb genommen, das auf die besonderen topografischen Verhältnisse in der Umgebung des Flughafens Rücksicht nimmt. Damit Flugzeuge auch in Höhen von unter 3000 m vom Radarlotsen lückenlos identifiziert, lokalisiert und auf dem Flugweg begleitet werden können, mussten viele kleine Empfangsstationen im Inntal aufgebaut und miteinander vernetzt werden. Für dieses sogenannte Multilaterationssystem wurde der Flughafen mit dem Airport Achievement Award 2006/2007 der European Regions Airline Association (ERAA) ausgezeichnet.

## Besonderheiten

### Abflug
Außergewöhnlich ist das Abflugverfahren Adilo One Juliett für Verkehrsflugzeuge nach Norden. Dabei erfolgt der Start in östliche Richtung. Hierbei wird ein fast dreifach steilerer minimaler Steigwinkel als üblich gefordert. Südlich der Stadt erfolgt dann eine Kurve um mehr als 180° mit großer Querneigung, bei gleichzeitiger Steigung, und es geht entgegen der Startrichtung über das Mieminger Gebirge nach Kempten.

### Anflug

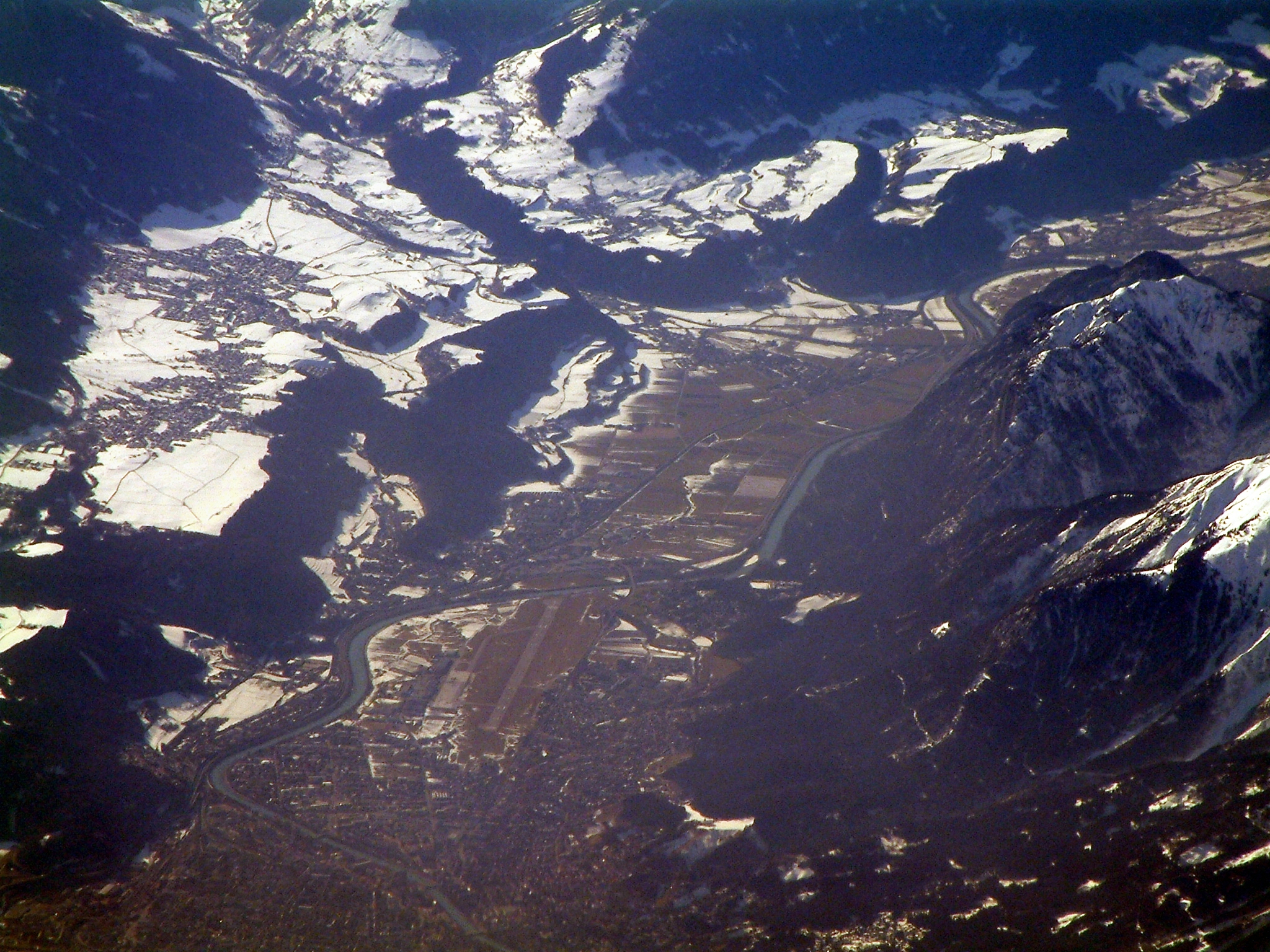
Der Flughafen im Inntal

Die Lage im Inntal, einem Föhntal, macht, wie oben bereits beschrieben, besondere An- und Abflugverfahren notwendig, um Turbulenzen bestmöglich zu umfliegen.
Bei sehr starkem und böigem Wind, der am Flughafen aus Ost bzw. Südost kommen kann, müssen die Flugzeuge von Westen her – gegen den Wind – landen.
Da die Einflugschneise von Osten über das Stadtgebiet von Innsbruck führt und die Schallwellen an den nördlichen und südlichen Berghängen reflektiert werden, kommt es zu einer besonderen Lärmbeeinträchtigung durch den Flugverkehr. Dem wurde 1990 mit der Einschränkung auf Flugzeuge der leisesten internationalen Lärmschutzkategorie III nach ICAO Rechnung getragen. Der Flughafen hat die strengste Betriebszeitenregelung aller österreichischen Verkehrsflughäfen (6:30 bis 23:00 Uhr). Zusätzlich wurden vom Flughafenbetreiber lärmabhängige Flughafengebühren beschlossen.
Da es je nach gewählter Bahn bzw. Ab- und Anflugverfahren theoretisch passieren kann, dass sich landende und startende Maschinen kreuzen, müssen Landungen und Starts noch sorgfältiger als an anderen Flughäfen zeitlich miteinander koordiniert werden. Dies beschränkt die Anzahl der Flugbewegungen.

## Segelflugbetrieb / Vereine
Das Inntal stellt mit seinen günstigen thermischen Verhältnissen ein ideales Segelflugrevier dar. So sind am Nordteil des Flughafens Innsbruck mehrere Vereine (unter anderem das Flugsportzentrum Tirol und der ISV) ansässig und es herrscht bei entsprechender Wetterlage am Flughafen Innsbruck reger Segel- und Motorflugbetrieb. Parallel zur langen asphaltierten Startbahn gibt es nördlich von dieser eine Grasbahn mit der Dimension 350 m × 50 m. Gestartet wird sowohl mittels Schleppflugzeugen als auch im Windenbetrieb. Segelflugbetrieb an und in der Nähe von Verkehrsflughäfen stellt für die Flugsicherung eine Herausforderung dar. So gibt es in Innsbruck ein strenges und breit gefächertes Regelwerk, um einen sicheren Flugbetrieb zu gewährleisten.

## Zwischenfälle
Die drei im folgenden gelisteten Flugunfälle in der Nähe des Flughafens fallen unter die Kategorie „controlled flight into terrain“ (CFIT) in der Anflugphase.
- Am 29. Februar 1964, drei Wochen nach den Winterspielen 1964, wurde eine Bristol Britannia 312 der Fluggesellschaft British Eagle International Airlines (Luftfahrzeugkennzeichen G-AOVO) südöstlich von Innsbruck in den Berg Glungezer geflogen. Durch diesen CFIT (Controlled flight into terrain) im Zuge eines Pilotenfehlers kamen alle 83 Personen an Bord (75 Passagiere und 8 Besatzungsmitglieder) ums Leben. Das Flugzeug befand sich im Anflug auf den Flughafen Innsbruck-Kranebitten. In der Folge kam der Flugverkehr in Innsbruck nahezu zum Erliegen (siehe auch British-Eagle-Flug 802 (1964)). (CFIT)[15][16][17]

- 28. August 1972: Beim Landeanflug eines aus London kommenden Learjet 23 (Luftfahrzeugkennzeichen HB-VAM) der Vodavia  bei eingeschränkter Sicht erkannte die Besatzung nicht, dass ihre Flughöhe zu niedrig war, als das Flugzeug gegen Bäume prallte und auf einen Berg wenige Kilometer vom Flugplatz entfernt abstürzte. Das Flugzeug wurde zerstört und beide Piloten kamen ums Leben. (CFIT)[18]

- Am 21. November 1990 flog eine Beechcraft King Air 200 der deutschen GSW Charterflug (D-IGSW) beim Anflug auf den Flughafen Innsbruck, vom Flughafen Triest kommend, gegen den  Berg Kellerjoch (Tirol). Beide Besatzungsmitglieder und der deutsche Stahlindustrielle Willy Korf kamen ums Leben. (CFIT)[19]

## Eigentümer
- 51,0 % IKB (Innsbrucker Kommunalbetriebe AG)
- 24,5 % Land Tirol
- 24,5 % Stadt Innsbruck

## Verkehrszahlen
Zahlen ab 2000 laut österreichischer Verkehrsstatistik:
| Jahr   | Passagiere | Flugbewegungen | Fracht in Tonnen |
| ------ | ---------- | -------------- | ---------------- |
| 1975   | 0.002.415  |                |                  |
| 2000   | 0.667.000  | 17.154         | 823              |
| 2001   | 0.666.861  | 14.438         | 623              |
| 2002   | 0.652.479  | 13.849         | 456              |
| 2003   | 0.688.358  | 14.624         | 461              |
| 2004   | 0.728.244  | 14.156         | 531              |
| 2005   | 0.738.453  | 13.830         | 576              |
| 2006   | 0.805.582  | 14.633         | 547              |
| 2007   | 0.859.830  | 14.396         | 483              |
| 2008   | 0.969.474  | 15.576         | 431              |
| 2009   | 0.956.972  | 14.792         | 360              |
| 2010   | 1.033.512  | 15.347         | 362              |
| 2011   | 0.997.020  | 13.505         | 372              |
| 2012   | 0.930.850  | 11.877         | 275              |
| 2013   | 0.981.118  | 11.535         | 238              |
| 2014   | 0.991.356  | 11.687         | 184              |
| 2015   | 1.001.255  | 11.856         | 139              |
| 2016   | 1.006.696  | 11.813         | 98               |
| 2017   | 1.092.547  | 12.040         | 89               |
| 2018   | 1.119.347  | 12.023         | 73               |
| 2019   | 1.144.541  | 12.106         | 5                |
| 2020 a | 0.487.437  | 04.977         | 0                |
| 2021   | 0.125.495  | 02.010         | 0                |
| 2022   | 0.721.412  | 07.450         | 0                |
| 2023   | 0.906.655  | 08.740         | 0                |
| 2024   | 0.862.202  | 07.573         | 0                |

```
     ╔══════════════════════════════════════════════════╗
1975 ╢░░░░░░░░░░░░░░░░░░░░░░░░░░░░░░░░░░░░░░░░░░░░░░░░░░╟ 2415
2000 ╢█████████████████████████████░░░░░░░░░░░░░░░░░░░░░╟ 667000
2001 ╢█████████████████████████████░░░░░░░░░░░░░░░░░░░░░╟ 666861
2002 ╢█████████████████████████████░░░░░░░░░░░░░░░░░░░░░╟ 652479
2003 ╢██████████████████████████████░░░░░░░░░░░░░░░░░░░░╟ 688358
2004 ╢████████████████████████████████░░░░░░░░░░░░░░░░░░╟ 728244
2005 ╢████████████████████████████████░░░░░░░░░░░░░░░░░░╟ 738453
2006 ╢███████████████████████████████████░░░░░░░░░░░░░░░╟ 805582
2007 ╢██████████████████████████████████████░░░░░░░░░░░░╟ 859830
2008 ╢██████████████████████████████████████████░░░░░░░░╟ 969474
2009 ╢██████████████████████████████████████████░░░░░░░░╟ 956972
2010 ╢█████████████████████████████████████████████░░░░░╟ 1033512
2011 ╢████████████████████████████████████████████░░░░░░╟ 997020
2012 ╢█████████████████████████████████████████░░░░░░░░░╟ 930850
2013 ╢███████████████████████████████████████████░░░░░░░╟ 981118
2014 ╢███████████████████████████████████████████░░░░░░░╟ 991356
2015 ╢████████████████████████████████████████████░░░░░░╟ 1001255
2016 ╢████████████████████████████████████████████░░░░░░╟ 1006696
2017 ╢████████████████████████████████████████████████░░╟ 1092547
2018 ╢█████████████████████████████████████████████████░╟ 1119347
2019 ╢██████████████████████████████████████████████████╟ 1144541
2020 ╢█████████████████████░░░░░░░░░░░░░░░░░░░░░░░░░░░░░╟ 487437
2021 ╢█████░░░░░░░░░░░░░░░░░░░░░░░░░░░░░░░░░░░░░░░░░░░░░╟ 125495
2022 ╢████████████████████████████████░░░░░░░░░░░░░░░░░░╟ 721412
2023 ╢████████████████████████████████████████░░░░░░░░░░╟ 906655
2024 ╢██████████████████████████████████████░░░░░░░░░░░░╟ 862202
     ╠══════════════════════════════════════════════════╣
     0                                                  1144541

```

## Flugzeuge
Der Flughafen kann unter anderem folgende Flugzeugtypen abfertigen:
- Dornier 328, De Havilland DHC-8, ATR 42, ATR 72
- CRJ, BAe 146, Fokker 70, Fokker 100, MD-80, MD-90, Embraer ERJ-135, Embraer-E-Jet-Familie, Tupolew Tu-154, Tupolew Tu-204, Jakowlew Jak-40, Jak-42
- Boeing 717, 727, 737, 757, 767
- Airbus A220, A300, A310, A318/A319/A320/A321, A330

## Angeflogene Ziele (Sommer 2021)
Im Sommerflugplan 2021 werden von Innsbruck aus im deutschsprachigen Raum Wien, Frankfurt und Berlin-Brandenburg bedient. Darüber hinaus werden Ziele im Mittelmeerraum und den Niederlanden angeflogen.

## Bildergalerie

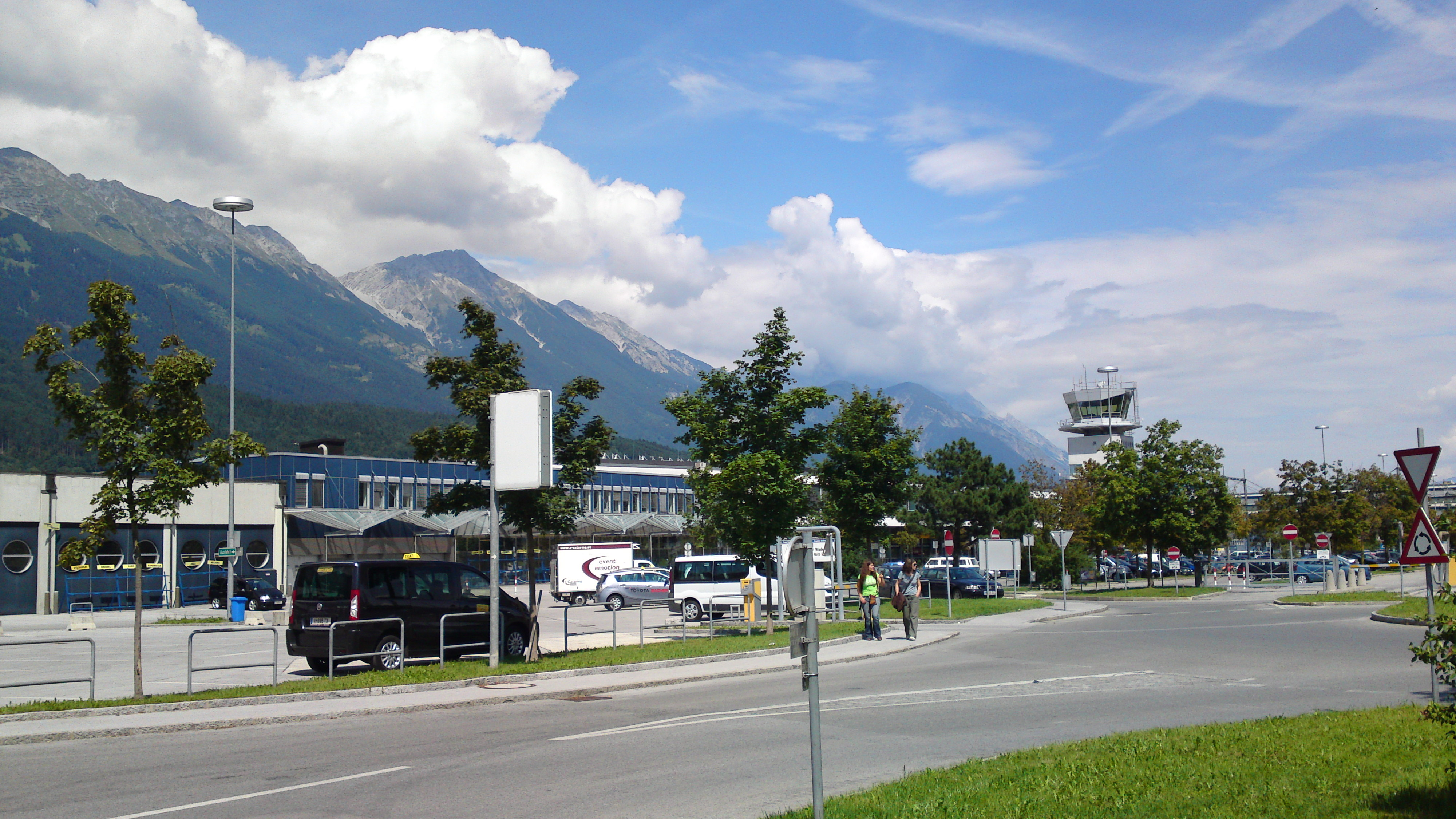
Straßenseite
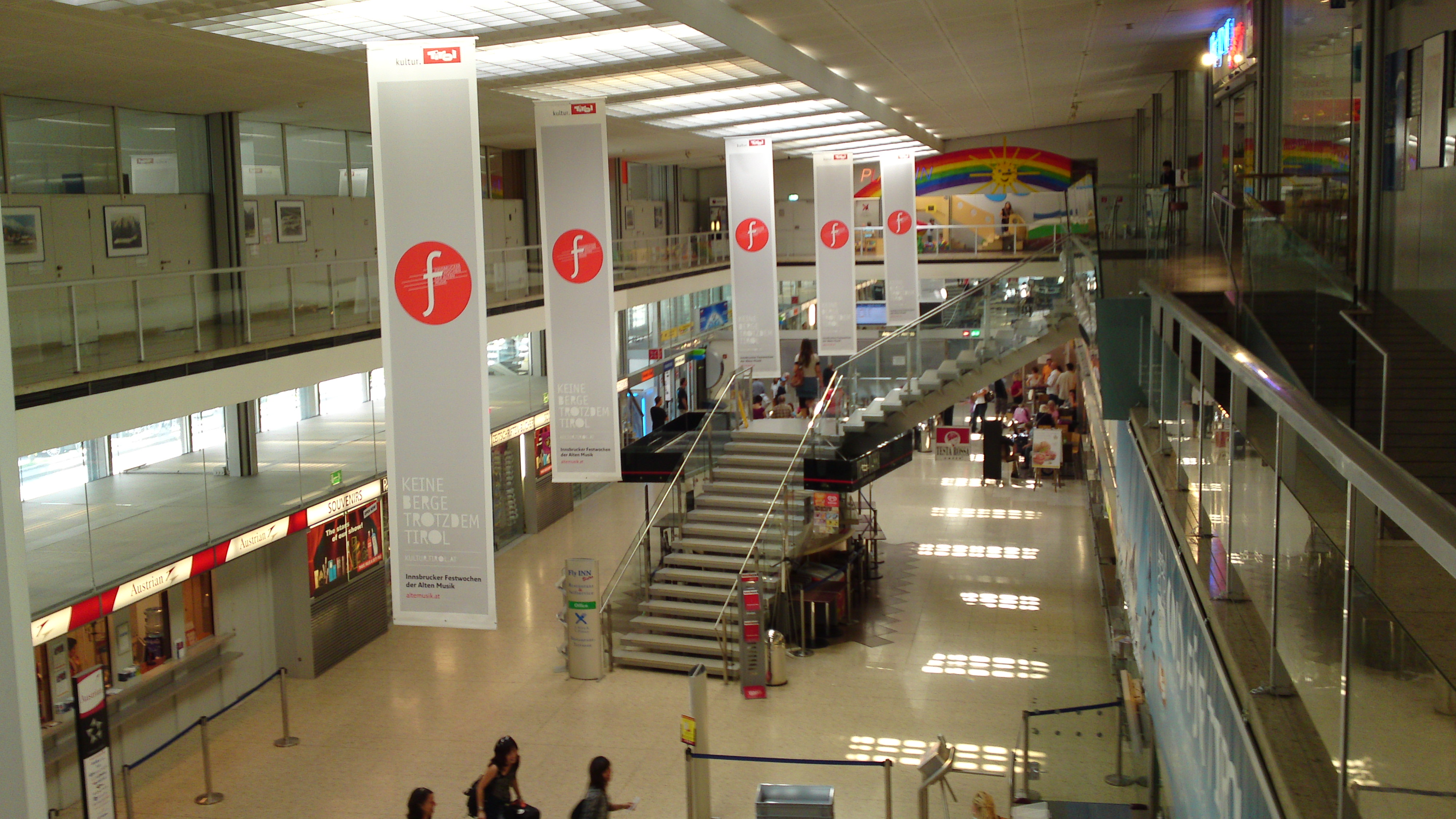
Ankunfts- und Abflughalle
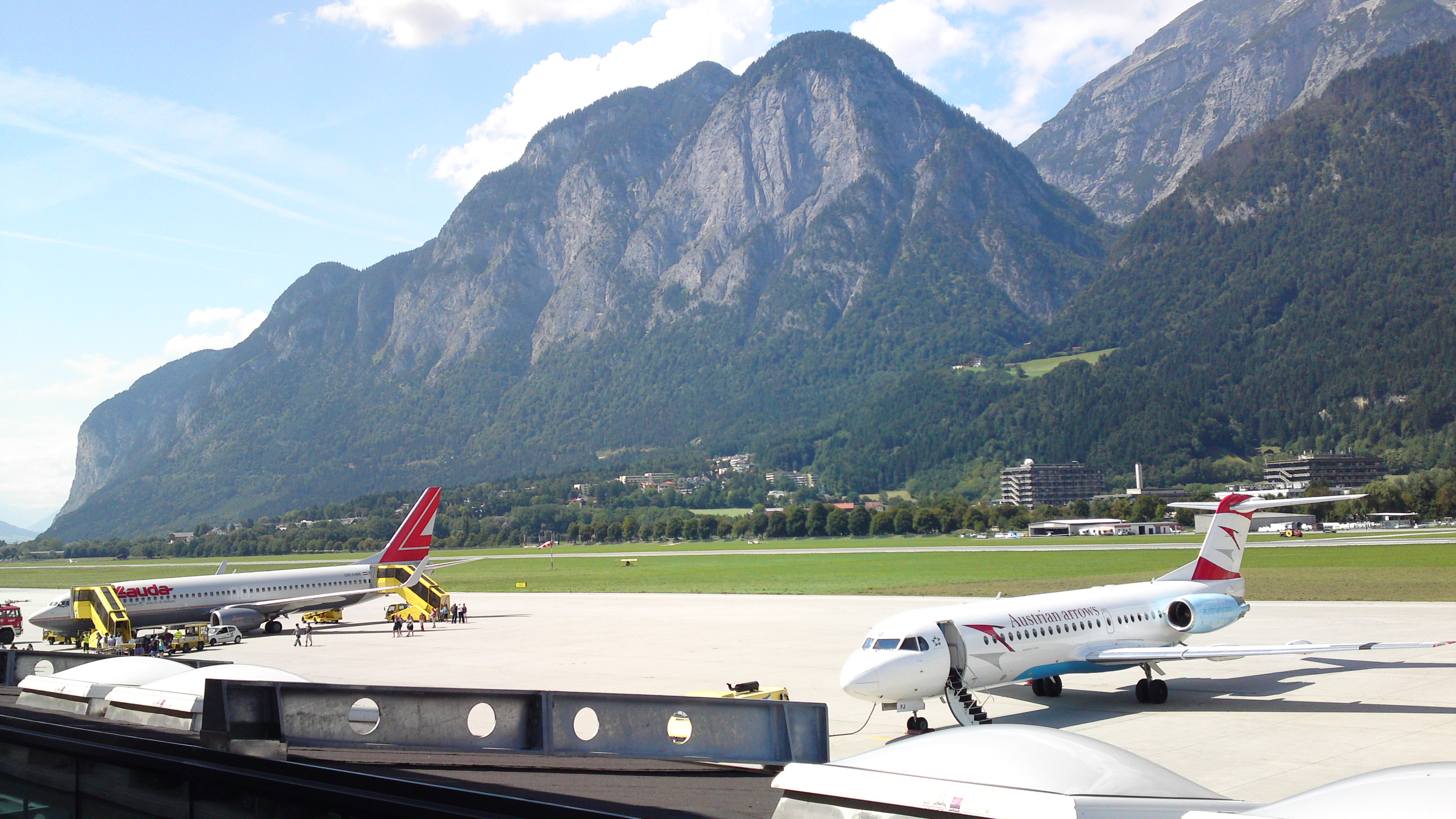
Besucherterrasse und Vorfeld
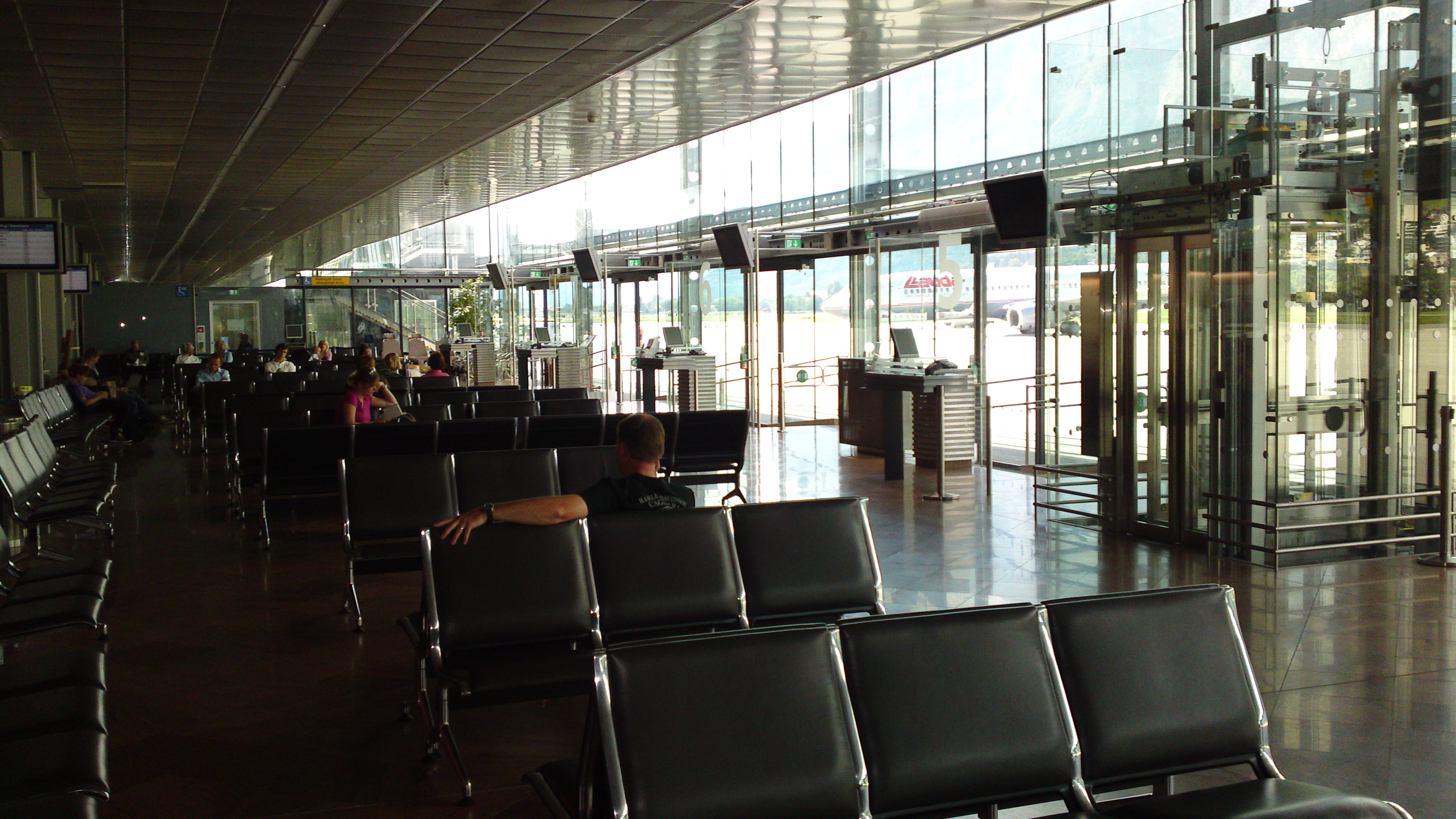
Gates
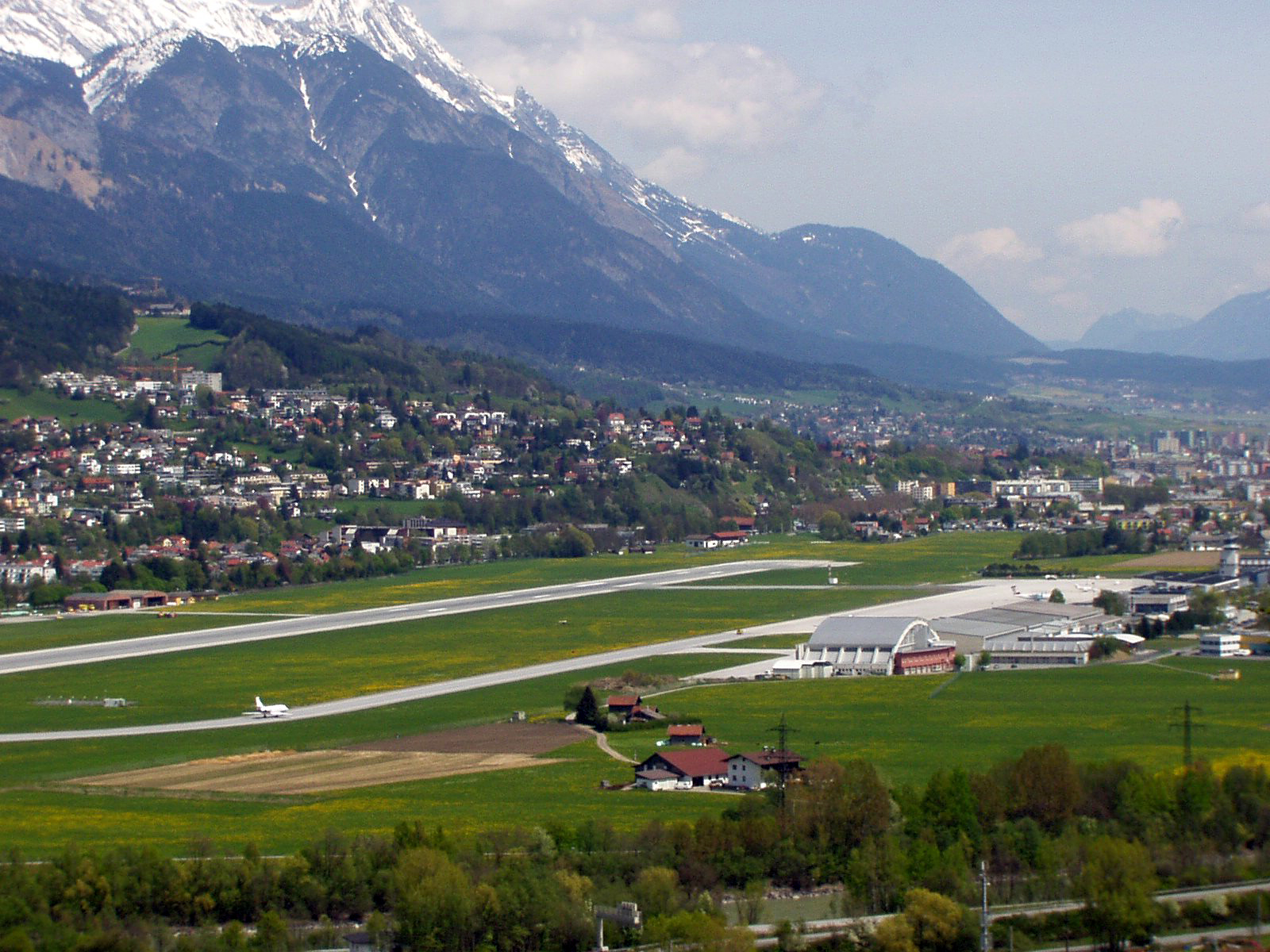
Gesamtschau in östliche Richtung
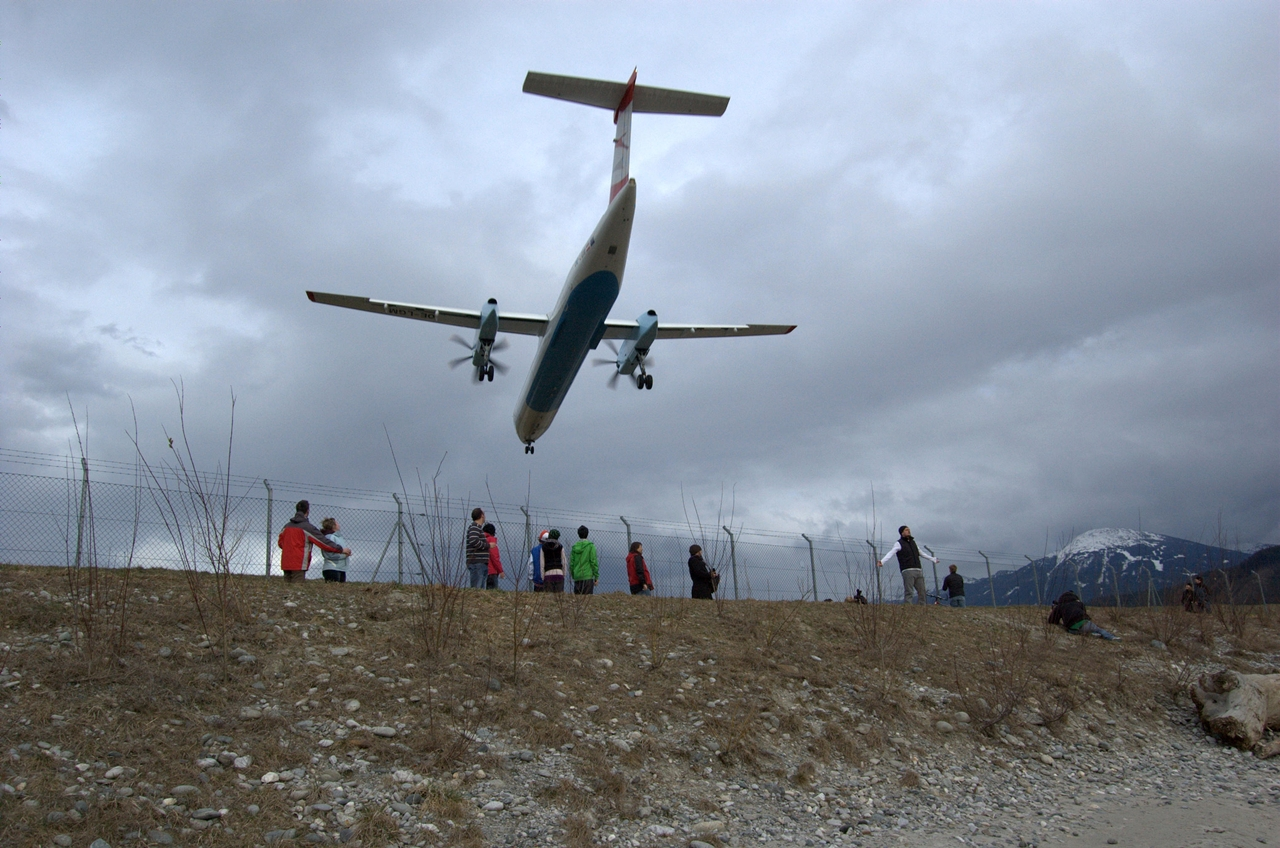
Innufer am Ende der Startbahn 08